# Accipiter rufiventris
El gavilán papirrufo o gavilán de pecho rufo (Accipiter rufiventris) es una especie de ave accipitriforme de la familia Accipitridae. Es nativa del sureste de África, se puede encontrar en Angola, República Democrática del Congo, Eritrea, Etiopía, Kenia, Lesoto, Malaui, Mozambique, Ruanda, Sudáfrica, Sudán, Suazilandia, Tanzania, Uganda, Zambia, y Zimbabue.
Posiblemente forma una superespecie con el gavilán común (Accipiter nisus) y con el gavilán malgache (Accipiter madagascariensis).

## Subespecies
Se reconocen dos subespecies:
- A. r. perspicillaris (Ruppell, 1836)
- A. r. rufiventris A. Smith, 1830